# Слатинска бања
Слатинска бања се налази у селу Слатина код Чачка.

## Положај
Слатинска бања има изузетно повољан географски положај. Бања се налази у подножју планине Јелице, на десној обали реке Западне Мораве. Од Чачка је удаљена 17 км. Бањом протиче бањска река - Даћинац на којој се налази термална зона, где су и термални извори лековите минералне воде. Надморска висина на којој се налази Слатинска бања износи 275 м.

## Природни лековити фактори
На основу хемијских анализа вода Слатинске бање садржи сумпорводоника више него остале бање у Србији. Хемијску анализу извршила је 1957. и 1958. године стручна комисија Института за медицинску хидрологију и климатологију Медицинског факултета из Београда.
Воде Слатинске бање спадају у ред хладних сумпорних вода, које имају карактер слабих алкално-солиничних вода. Чине је следећи елементи: калијум, литијум, рубидијум, стронцијум, цезијум, баријум и фосфор. Ово је само информативна анализа, јер је за комплетнију анализу потребно више од 1л воде (3-5л), како би на основу потпуније анализе Слатинска бања дошла у ред сумпорних лековитих вода.
Температура минералне воде Слатинске бање износи 16,8 °. Слатинска бања се препоручује за лечење пре свега кожних обољења и реуматизма при чему је неопходно вршити догревање воде у купатилима.

## Занимљивости
У близини Слатинске бање налази се непокретно културно добро Сеоски чардак, који је проглашен за споменик културе.